# Хибні уявлення про розподілені обчислення
Хибні уявлення про розподілені обчислення — набір припущень, які спершу незмінно роблять програмісти-новачки щодо розподілених систем. Зрештою, ці припущення виявляються помилковими, в результаті чого, призводять або до збою системи, або до значних незапланованих витрат, необхідних на перепроєктування для задоволення своїх первинних цілей.
Припущення сформовані Ель Пітером Дойтчем (англ. L Peter Deutsch) та ін. в Sun Microsystems.

## Хибні припущення
Логічними помилками є:
1. Мережа надійна;
2. Затримка дорівнює нулю;
3. Нескінченно велика пропускна здатність;
4. Мережа захищена;
5. Топологія не змінюється;
6. Є один адміністратор;
7. Транспортування безкоштовне;
8. Мережа однорідна.

## Наслідки
1. В системах зазвичай планується обробка лише незначних збоїв мережі, наприклад при відсутності живлення мережі якісь процеси можуть нескінченно чекати на відповідь, нескінченно споживаючи системні ресурси. Коли несправна мережа стає доступною, ці системи також можуть зазнавати невдач при повторі зупинених операцій або вимагати (ручного) перезапуску.
2. Ігнорування мережевих затримок і втрат пакетів даних викликаних ними спонукає розробників дозволяти необмежений трафік, тим самим значно збільшуючи втрати пакетів та марнування пропускної здатності.
3. Ігнорування пропускної здатності може призводити до ботлнеків.
4. Легковажність стосовно мережевої безпеки відкриває шлях до атак зловмисників які пристосовуються та обходять різні міри безпеки.
5. Зміни в топології мережі можуть впливати як на пропускну здатність, так і на затримки, і як наслідок можуть мати подібні проблеми.
6. Присутність декількох адміністраторів може викликати протиріччя в політиках які можуть вплинути на трафік.
7. «Приховані» витрати на створення та підтримку мережі або підмережі не є незначними й повинні плануватись в бюджеті, щоб уникнути нестачі.
8. Якщо система передбачає однорідну мережу, це може призвести до тих самих проблем, які є результатом перших трьох помилок.

## Історія
Список хибних уявлень з'явився в Sun Microsystems. Перші сім помилок приписують Ель Пітеру Дойтчу, одному із перших співробітників Sun Microsystems, у 1994 році; проте Білл Джой і Том Лайон вже визначили перші чотири як «Хиби мережевих обчислень» (у статті вказаний «Дейв Лайон», але це помилка). Приблизно в 1997 році Джеймс Гослінг, інший співробітник Sun Microsystems і винахідник Java, додав восьме помилкове уявлення.